# Башкирский отдельный корпус
Башкирский отдельный корпус — военное формирование башкирских частей во время Гражданской войны в России.

## Формирование и история
Башкирский отдельный корпус был сформирован по приказу Башкирского военного совета от 7 сентября 1918 года в городе Оренбурге. 17 сентября 1918 года утверждён приказом по войскам Народной армии. Корпус входил в состав Башкирского войска, одновременно с середины сентября 1918 года — в Народную армию, а с последней трети сентября — в Российскую армию.
В составе корпуса находились 1-я Башкирская стрелковая дивизия, 2-я Башкирская стрелковая дивизия, 1-й Башкирский кавалерийский полк имени А. Б. Карамышева, с октября 1918 года — 2-й Башкирский кавалерийский полк имени Г. С. Идельбаева и 6-й Башкирский стрелковый полк. Численность Башкирского отдельного корпуса составляла 7 800 чел.
25 октября 1918 года все пехотные соединения и части были преобразованы в стрелковые.
В сентябре 1918 года 1-й и 4-й Башкирские пехотные полки корпуса вели бои за г. Орск, в октябре 1918 года 3-й Башкирский пехотный полк участвовал в обороне г. Сызрань, с октября по ноябрь 1918 года 1-й, 2-й, 4-й и 5-й Башкирские пехотные полки, 2-й Башкирский стрелковый полк сражались против РККА на Актюбинском фронте.
16 октября 1918 года по приказу начальника штаба Верховного главнокомандующего всеми вооруженными силами КОМУЧа генерал-лейтенанта С. Н. Розанова Башкирский отдельный корпус был расформирован. 21 октября 1918 года стрелковые полки корпуса были объединены в 1-ю Башкирскую стрелковую дивизию, а кавалерийские полки остались в распоряжении Башкирского Правительства.
10 ноября 1918 года приказом по Башкирскому войску Председатель Башкирского военного совета А. А. Валидов объявил о реорганизации корпуса в дивизию.

Знамя 2-му Башкирскому пехотному полку от жителей города Екатеринбурга.

## Командующие
- генерал-лейтенант[1] Х. И. Ишбулатов.

## Награды
- 2-й Башкирский пехотный полк был награждён знаменем с надписью «Благодарный Екатеринбург — доблестным освободителям» (1918);
- 4-й Башкирский пехотный полк был награждён знаменем от жителей г.Орска (1918).

| Знаки отличия башкирских частей (1-й Башкирский пехотный полк), принятых в июне 1918 года | Знаки отличия башкирских частей (1-й Башкирский пехотный полк), принятых в июне 1918 года | Знаки отличия башкирских частей (1-й Башкирский пехотный полк), принятых в июне 1918 года | Знаки отличия башкирских частей (1-й Башкирский пехотный полк), принятых в июне 1918 года | Знаки отличия башкирских частей (1-й Башкирский пехотный полк), принятых в июне 1918 года | Знаки отличия башкирских частей (1-й Башкирский пехотный полк), принятых в июне 1918 года |
| Солдаты и младшие командиры                                                               | Солдаты и младшие командиры                                                               | Солдаты и младшие командиры                                                               | Солдаты и младшие командиры                                                               | Солдаты и младшие командиры                                                               | Солдаты и младшие командиры                                                               |
| ----------------------------------------------------------------------------------------- | ----------------------------------------------------------------------------------------- | ----------------------------------------------------------------------------------------- | ----------------------------------------------------------------------------------------- | ----------------------------------------------------------------------------------------- | ----------------------------------------------------------------------------------------- |
|                                                                                           |                                                                                           |                                                                                           |                                                                                           |                                                                                           |                                                                                           |
| Рядовой                                                                                   | Ефрейтор                                                                                  | Бомбардир                                                                                 | Унтер-офицер                                                                              | Фельдфебель                                                                               | Подпрапорщик                                                                              |

| Обер-офицеры | Обер-офицеры | Обер-офицеры | Обер-офицеры  | Обер-офицеры | Штаб-офицеры | Штаб-офицеры |
| ------------ | ------------ | ------------ | ------------- | ------------ | ------------ | ------------ |
|              |              |              |               |              |              |              |
| Прапорщик    | Подпоручик   | Поручик      | Штабс-капитан | Капитан      | Подполковник | Полковник    |